# Comté de Québec (Bas-Canada)
Le Comté de Québec est un district électoral de la Chambre d'assemblée du Bas-Canada ayant existé de 1792 à 1838.

## Histoire
Son territoire correspond aux environs de la cité de Québec. Le Comté de Québec est l'un des 27 districts électoraux instaurés lors de la création du Bas-Canada par l'Acte constitutionnel de 1791. Il s'agit d'un district représenté conjointement par deux députés, parfois d’allégeances différentes. Il est suspendu de 1838 à 1841 en raison de la Rébellion des Patriotes. À partir de 1841, le district est conservé au sein du Parlement de la province du Canada.

## Liste des députés

### Siègeno1
| Années | Années      | Député                  | Parti       |
| ------ | ----------- | ----------------------- | ----------- |
|        | 1792 - 1796 | David Lynd              | Bureaucrate |
|        | 1796 - 1800 | John Black              | Bureaucrate |
|        | 1800 - 1804 | Louis Paquet            | Canadien    |
|        | 1804 - 1808 | Pierre-Amable de Bonne  | Bureaucrate |
|        | 1808 - 1809 | Pierre-Amable de Bonne  | Bureaucrate |
|        | 1809 - 1810 | Pierre-Amable de Bonne  | Bureaucrate |
|        | 1810 - 1814 | Louis Gauvreau          | Indépendant |
|        | 1814 - 1816 | Louis Gauvreau          | Indépendant |
|        | 1816 - 1820 | Louis Gauvreau          | Indépendant |
|        | 1820 - 1820 | Louis Gauvreau          | Indépendant |
|        | 1820 - 1822 | Louis Gauvreau          | Indépendant |
|        | 1822 - 1824 | Michel Clouet           | Canadien    |
|        | 1824 - 1827 | Michel Clouet           | Canadien    |
|        | 1827 - 1830 | Michel Clouet           | Patriote    |
|        | 1830 - 1833 | Michel Clouet           | Patriote    |
|        | 1833 - 1834 | Louis-Théodore Besserer | Patriote    |
|        | 1834 - 1838 | Louis-Théodore Besserer | Patriote    |

### Siègeno2
| Années | Années      | Député                           | Parti       |
| ------ | ----------- | -------------------------------- | ----------- |
|        | 1793 - 1796 | Michel-Amable Berthelot Dartigny | Canadien    |
|        | 1796 - 1800 | Louis Paquet                     | Canadien    |
|        | 1800 - 1804 | Michel-Amable Berthelot Dartigny | Canadien    |
|        | 1804 - 1808 | Michel-Amable Berthelot Dartigny | Canadien    |
|        | 1808 - 1809 | Ralph Gray                       | Bureaucrate |
|        | 1809 - 1810 | Ralph Gray                       | Bureaucrate |
|        | 1810 - 1814 | Jean-Baptiste Bédard             | Indépendant |
|        | 1814 - 1816 | Pierre Brehaut                   | Indépendant |
|        | 1816 - 1817 | Pierre Brehaut                   | Indépendant |
|        | 1817 - 1818 | James McCallum                   | Bureaucrate |
|        | 1818 - 1820 | John Neilson                     | Canadien    |
|        | 1820 - 1820 | John Neilson                     | Canadien    |
|        | 1820 - 1824 | John Neilson                     | Canadien    |
|        | 1824 - 1827 | John Neilson                     | Canadien    |
|        | 1827 - 1830 | John Neilson                     | Patriote    |
|        | 1830 - 1834 | John Neilson                     | Indépendant |
|        | 1834 - 1838 | Jean Blanchet                    | Patriote    |